# Laura Pausini (álbum de 1994)
Laura Pausini es el primer álbum en español de la cantante italiana Laura Pausini lanzado por CGD Récords (Warner) en 1994. Fue lanzado como una fusión de temas de los álbumes homónimo en italiano y Laura, debido a su gran éxito en su país, siendo el primer álbum editado en español de la cantante. Esta versión fue muy bien recibida por el público de España,  Hispanoamérica y Brasil. Este álbum homónimo, y el tercer álbum de estudio ofrece versiones en español de canciones selectas y grandes éxitos de sus álbumes en italiano, Laura Pausini (1993) y Laura (1994).
Es el disco más vendido en la historia de España por un cantante extranjero y el segundo álbum más vendido en la historia del país. Este álbum recibió en su mayoría críticas negativas de parte de los críticos debido a la profunda melancolía que irradiaban la mayoría de las canciones. Sin embargo este es el segundo álbum más exitoso en la carrera de Pausini con ventas que superan los 8 millones, solo por detrás de Las cosas que vives, álbum que vendió más de 10 millones de copias nivel mundial.

## Personal
- Riccardo Galardini - guitarra (acústica), Guitarra, Guitarra (Electric)
- Leonardo Abbate - Voz (bckgr), Coro, Coro
- Stefano Allegra - Banjo, Bajo
- Anilo Bastoni - Director, Vocales (bckgr), Coro, Coro
- Cesare Chiodo - Banjo, Bajo
- Emanuela Cortesi - Voz (bckgr), Coro, Coro
- Silvia Mezzanotte - Voz (bckgr), Coro, Coro
- Cristina Montanari - Voz (bckgr), Coro, Coro
- Luca Jurman - Voz (bckgr), Coro, Coro
- Massimo Pacciani - Percusión, Batería
- Lele Melotti - Batería
- Simone Papi - Piano, Teclados & Programación
- Gianni Salvatori - guitarra (acústica), Guitarra, Arreglista, guitarra (eléctrica), voz (bckgr), coro, coro
- Saverio Porciello - Guitarra acústica
- Ludovico Vagnone - Guitarra eléctrica
- Luca Signorini - Saxofón
- Stefano Cantini - Saxofón
- Dado Parisini - Productor
- Alfredo Cerruti - Productor, Dirección de Arte
- José “Charlie” Sánchez - Dirección Artística y Grabación en Español
- Ignacio Ballesteros Díaz - Adaptación al español
- Luciano Viti - Fotografía
- Luca Vittori - Ingeniero
- Fabrizio Facioni - Ingeniero
- Giamba Lizzori - Ingeniero
- Renato Cantele - Ingeniero de Mezcla
- Maurizio Biancani - Ingeniero de Mezcla
- Antonio Baglio - Ingeniero de Masterización

## Lista de canciones
| #   | Título | Duración |
| --- | --- | -------- |
| 01. | “Gente” • Música: Arcangelo Valsiglio • Letra: Cheope, Marco Marati • Adaptación al español: J. Badia                                           | 4:36     |
| 02. | “Él no está por ti” • Música: Arcangelo Valsiglio, Roberto Buti • Letra: Cheope, Marco Marati • Adaptación al español: J. Badia                 | 3:45     |
| 03. | “Amores extraños” • Música: Arcangelo Valsiglio, Roberto Buti • Letra: Cheope, Marco Marati, Francesco Tanini • Adaptación al español: J. Badia | 4:16     |
| 04. | “Las chicas” • Música: Arcangelo Valsiglio, Roberto Buti • Letra: Cheope, Marco Marati • Adaptación al español: J. Badia                        | 4:30     |
| 05. | “El valor que no se vé” • Música: Arcangelo Valsiglio • Letra: Cheope, Marco Marati • Adaptación al español: J. Badia                           | 4:38     |
| 06. | “La soledad” • Música: Pietro Cremonesi, Arcangelo Valsiglio • Letra: Federico Cavalli • Adaptación al español: J. Badia                        | 4:00     |
| 07. | “¿Por qué no volverán?” • Música: Arcangelo Valsiglio, Pietro Cremonesi • Letra: Federico Cavalli • Adaptación al español: J. Badia             | 4:00     |
| 08. | “Se fué” • Música: Pietro Cremonesi, Arcangelo Valsiglio • Letra: Federico Cavalli • Adaptación al español: J. Badia                            | 4:40     |
| 09. | “¿Por qué no?” • Música: Arcangelo Valsiglio, Pietro Cremonesi • Letra: Roberto Casini • Adaptación al español: J. Badia                        | 4:02     |
| 10. | “Carta” • Música: Arcangelo Valsiglio, Giovanni Salvatori • Letra: Cheope, Marati • Adaptación al español: J. Badia                             | 3:42     |

## Certificaciones
| Territorio | Organismo certificador | Certificación | Ventas certificadas | Simbolización | Ref.          |
| ---------- | ---------------------- | ------------- | ------------------- | ------------- | ------------- |
| Argentina  | CAPIF                  | Platino       | 200 000             | ▲             | [ 7 ]         |
| Brasil     | ABPD                   | —             | 500 000             | —             | [ 8 ]         |
| Chile      | IFPI — Chile           | Platino       | 100 000             | ▲             | [ 9 ]         |
| Colombia   | ASINCOL                | 2x Platino    | 200 000             | 2▲            | [ 10 ]        |
| España     | Promusicae             | 11x Platino   | 1 000               | 11▲           | [ 11 ]        |
| México     | Amprofon               | 5x Oro        | 500 000             | ●             | [ 12 ] [ 13 ] |